# تاهوو هییکارانته
تاهوو هییکارانته (فنلاندی: Tahvo Hiekkaranta; ۲۶ دسامبر ۱۸۷۹ – ۱۱ سپتامبر ۱۹۴۷) سیاستمدار اهل فنلاند بود.